# شيمون كوهن
شيمون كوهن (بالعبرية: שמעון כהן‏) (15 أكتوبر 1942 في إسرائيل - ) هو لاعب كرة قدم إسرائيلي في مركز الهجوم. شارك مع منتخب إسرائيل لكرة القدم. أما مع النوادي، فقد لعب مع نادي هبوعيل تل أبيب وهبوعيل بتاح تكفا ‏ وBaltimore Bays ‏ وBeitar Tel Aviv F.C. ‏ وShimshon Tel Aviv F.C. ‏.

## وصلات خارجية
- شيمون كوهن على موقع قاعدة بيانات كرة القدم.إي يو (الإنجليزية)
- شيمون كوهن على موقع ناشيونال فوتبول تيمز (الإنجليزية)